# Lippisch P.13a
Die Lippisch P.13a war ein Entwurf eines neuartigen Abfangjägers in Delta-Bauweise vom Ende des Zweiten Weltkriegs.
Der Entwurf stammte von Alexander Lippisch, der neben der schwanzlosen Auslegung auch den Deltaflügel für seine Konstruktionen bevorzugte. Vorgesehen waren neuartige Antriebskonzepte mit Kohlenstaub bzw. Kohlepräparaten. Zu Versuchszwecken wurde ein Prototyp mit Hilfe von Studenten aus Darmstadt und München hergestellt. Dieser Versuchsgleiter erhielt deshalb die Bezeichnung DM 1 (Darmstadt-München 1) und verfügte über keinen Antrieb.
Ein Nachbau des Modells Lippisch P.13a befindet sich im Military Aviation Museum in Virgina Beach, Virginia, USA.

## Messerschmitt
Lippisch arbeitete für Messerschmitt an der Messerschmitt Me 163. Im Frühjahr 1939 verlegte das Reichsluftfahrtministerium Lippisch und seine Mitarbeiter in die Konstruktionsabteilung von Messerschmitt in Augsburg, um einen raketengetriebenen Jäger für den Raketenmotor von Hellmuth Walter zu entwickeln. Um Zeit zu sparen, nutzten sie das für den Raketenantrieb umgebaute Segelflugzeug DFS 194. Der erste erfolgreiche Flug wurde Anfang 1940 durchgeführt und das Flugzeug wurde zum Vorgänger der Messerschmitt Me 163 Komet. Lippisch und Willy Messerschmitt waren sich über das Design nicht einig, in dem Lippisch den Heckflügel, einen höheren Luftwiderstand und schlechtere Leistung nicht wollte.

## Flugforschungsinstitut Wien (LFW)

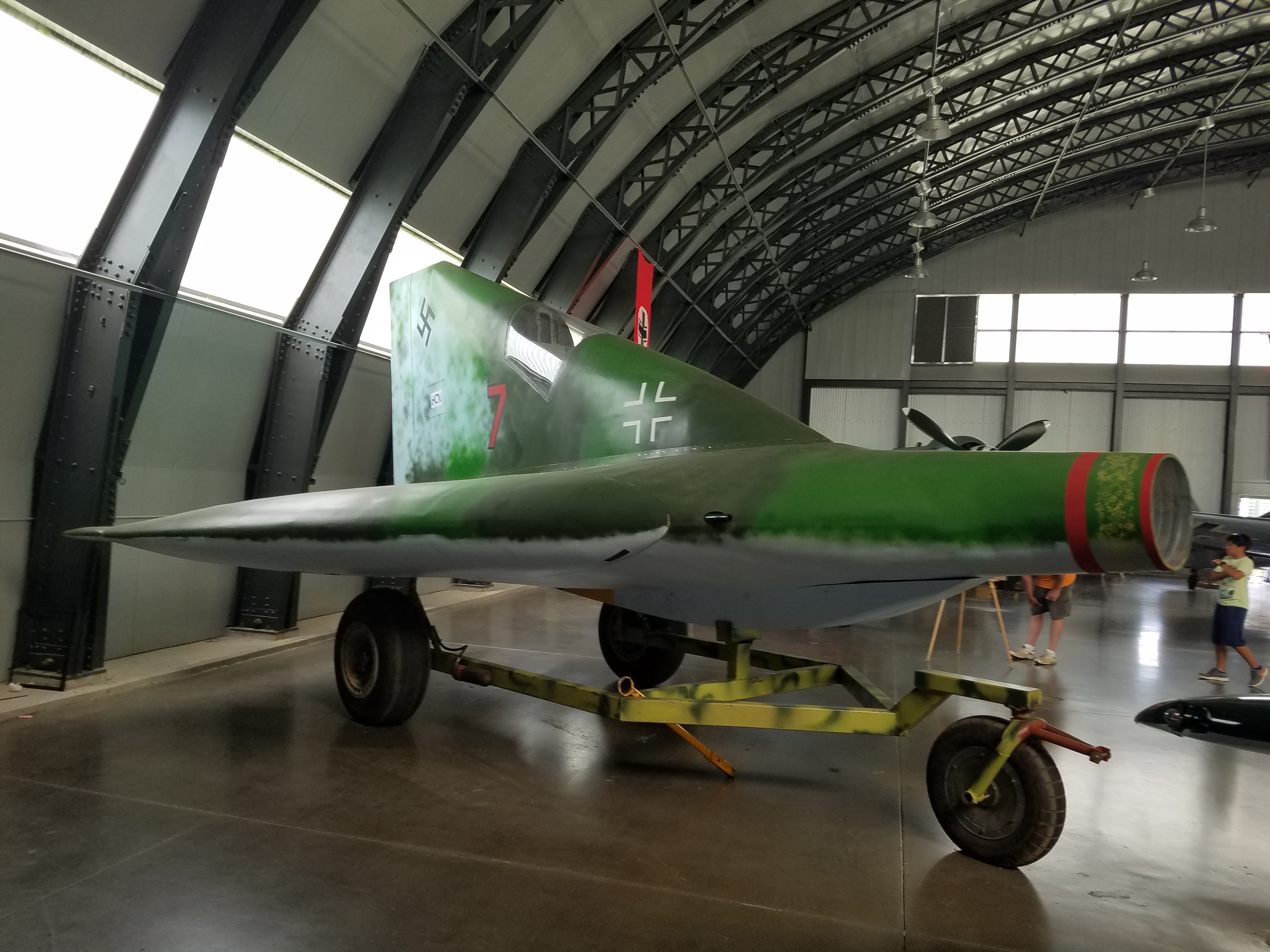
Nachbau des P.13a im Military Aviation Museum in Virgina Beach, Virginia, USA.

Im Herbst 1944 hatte Alexander Lippisch ein eigenes Entwicklungsbüro an der Luftfahrtforschungsanstalt Wien (LFW) in Wiener Neustadt zusammen mit seinem Mathematiker aus Messerschmitt Hermann Behrbohm in Halbzeit (der noch in Halbzeit für Messerschmitt in der Oberbayerischen Forschungsanstalt in Oberammergau arbeitete) eröffnet.
In Wiener Neustadt arbeitete Lippisch an der Weiterentwicklung des (schwanzlosen) Deltaflügel-Mini-(Kohlejet)-Kampfflugzeugs Lippisch P.13a, das am Ende des Krieges Teil des Volksjägerprogramms war und schließlich von den besetzenden US-Streitkräften übernommen wurde, die jedoch daran weiterarbeiten ließen. Noch vor der Fertigstellung wurde der Versuchsgleiter von US-amerikanischen Streitkräften auf dem Flugplatz Prien am Chiemsee übernommen und in die USA gebracht.

## Technologische Grundlage für Flugzeugkonstruktionen der Nachkriegszeit
Lippisch wanderte in die USA aus, wo er weiterhin für Convair an der F-102 Delta Dagger, F-106 Delta Dart und B-58 Hustler arbeitete. Unter Federführung der US-amerikanischen Flugzeugfirma Convair wurden von Lippisch die grundlegenden Auslegungsmerkmale auch in seinen Nachkriegskonstruktionen, wie z. B. der Convair XF-92 weiterverwendet.
Die Lippisch P.13a Deltaflügel-Technologie ist auch die Grundlage des Dassault-Mirage- und Saab-35-Draken-Designs nach dem Krieg. Lippischs Mathematiker Hermann Behrbohm arbeitete ab 1946 für BEE (Französisches Aerodynamisches Forschungs- und Entwicklungsinstitut, heute Teil des Deutsch-Französisches Forschungsinstitut Saint-Louis) und war ab 1952 bis 1970 an Entwicklungen bei Saab beteiligt.
Verbesserte Strahltriebwerke und die Bedrohung durch Atombomben machten einen großen Unterschied, insbesondere in Europa, da die kürzeren Entfernungen die Leistung wichtiger machten.